# رومانوو (استان اشوی‌داشکسیه)
رومانوو (به لهستانی: Romanów) یک منطقهٔ مسکونی در لهستان است که در گمینا بوزخوو واقع شده‌است. رومانوو ۶۰ نفر جمعیت دارد.